# Hockey Club Monza

El Hockey Club Monza fue un club de hockey sobre patines de la localidad italiana de Monza, en la región de la Lombardía. Fue fundado en 1933 por Ambrogio Mauri y Gianni Redaelli con el nombre de Skating Hockey Club Monza.
En su historia consiguió un total de 7 ligas italianas, 3 copas de Italia, 1 copa de la CERS, además de 1 Copa de las Naciones de Montreux.
Su éxito deportivo más sobresaliente a nivel internacional fue la consecución de la Copa de la CERS de 1989 ante el Igualada HC. También destacan los subcampeonatos de la Copa de Europa de 1966 (perdida ante el CP Voltregà) y la de 1967 (perdida ante el Reus Deportiu), así como el subcampeonato de la Copa de la CERS de 1982 (perdida ante el HC Liceo).
El club cesó en la práctica deportiva del hockey sobre patines en 1997 para dedicarse al hockey en línea hasta la temporada 2003-04, al final de la cual finalizó definitivamente su actividad.

## Palmarés
- 7 Ligas de Italia: (1951, 1953, 1956, 1961, 1965, 1966 y 1968)
- 3 Copa de Italia: (1984, 1984 y 1989)
- 1 Copa de la CERS: (1989)
- 1 Copa de las Naciones de Montreux: 1946